# 日本国憲法第34条
日本国憲法 第34条（にほんこく（にっぽんこく）けんぽう だい34じょう）は、日本国憲法の第3章にある条文で、不当な抑留・拘禁からの自由について規定している。

## 条文
日本国憲法、e-Gov法令検索。

第三十四条
何人も、理由を直ちに告げられ、且つ、直ちに弁護人に依頼する権利を与へられなければ、抑留又は拘禁されない。又、何人も、正当な理由がなければ、拘禁されず、要求があれば、その理由は、直ちに本人及びその弁護人の出席する公開の法廷で示されなければならない。

## 解説
抑留
一時的な身体の拘束
拘禁
比較的継続的な身体の拘束

## 沿革

### 大日本帝国憲法
東京法律研究会 p.8

第二十三條日本臣民ハ法律ニ依ルニ非スシテ逮捕監禁審問處罰ヲ受クルコトナシ

### GHQ草案
「GHQ草案」、国立国会図書館「日本国憲法の誕生」。

#### 日本語
第三十一条何人モ訴追ノ趣旨ヲ直チニ告ケラルルコト無ク又ハ直チニ弁護人ヲ依頼スル特権ヲ与ヘラルルコト無クシテ逮捕又ハ拘留セラレサルヘシ何人モ監禁セラルルコト無カルヘシ何人モ適当ナル理由無クシテ拘留セラレサルヘシ要求アルトキハ右理由ハ公開廷ニテ本人及其ノ弁護人ノ面前ニ於テ直チニ開示セラルヘシ

#### 英語
Article XXXI.No person shall be arrested or detained without being at once informed of the charges against him or without the immediate privilege of counsel; nor shall he be detained without adequate cause; and upon demand of any person such cause must be immediately shown in open court in his presence and the presence of his counsel.

### 憲法改正草案要綱
「憲法改正草案要綱」、国立国会図書館「日本国憲法の誕生」。

第二十九何人ト雖モ訴追ノ趣旨ヲ直チニ告ゲラルルコトナク又ハ直ニ弁護人ニ依頼スルノ権利ヲ与ヘラルルコトナクシテ逮捕又ハ拘留セラルルコトナク何人モ正当ノ理由ナクシテ拘留セラルルコトナク要求アルトキハ其ノ理由ハ直ニ本人及其ノ弁護人ノ出席スル公開ノ法廷ニ於テ之ヲ示スベキコト

### 憲法改正草案
「憲法改正草案」、国立国会図書館「日本国憲法の誕生」。

第三十一条何人も、理由を直ちに告げられず、又は直ちに弁護人に依頼する権利を与へられなければ、抑留又は拘禁されない。又、何人も、正当な理由がなければ、拘禁されず、要求があれば、その理由は、直ちに本人及びその弁護人の出席する公開の法廷で示されなければならない。

### 帝国憲法改正案
「帝国憲法改正案」、国立国会図書館「日本国憲法の誕生」。

第三十一条何人も、理由を直ちに告げられ、且つ、直ちに弁護人に依頼する権利を与へられなければ、抑留又は拘禁されない。又、何人も、正当な理由がなければ、拘禁されず、要求があれば、その理由は、直ちに本人及びその弁護人の出席する公開の法廷で示されなければならない。

## 関連条文
- 日本国憲法第38条（刑事被告人の権利）

## 判例
- 最高裁判所大法廷判決昭和24年11月30日[1] - 憲法37条
- 最高裁判所大法廷判決平成11年3月24日[2] - 憲法37条3項、憲法38条1項、刑事訴訟法39条3項